# Explosión de Tasajera de 2020
La explosión de Tasajera tuvo lugar el dia lunes 6 de julio de 2020 en Tasajera, Municipio de Puebloviejo en Colombia. Un camión cisterna que transportaba gasolina hacia Barranquilla por la Transversal del Caribe se volcó en el centro poblado Tasajera, según el reporte de la policía del Magdalena, al momento del conductor de hacer una maniobra, o tener un micro sueño, el vehículo pierde estabilidad y se sale de la vía provocando el accidente, el conductor resultó ileso. Algunos de sus habitantes aprovecharon la situación para saquear el combustible. Cuando intentaron robar por extracción la batería del vehículo, el líquido explota dejando a 45 personas muertas y al menos 19 heridas.

## Hechos
El lunes 6 de julio de 2020, un camión cisterna conducido por el camionero Manuel Cataño Hernández, transportaba gasolina hacia Barranquilla por la Transversal del Caribe. Cerca de las 8:30 aproximadamente, poco después de pasar por un peaje cercano, el camión volcó en la autopista quedando accidentado del costado izquierdo de la carretera con el conductor en su interior, a kilómetro 47 del centro poblado Tasajera. Según declararía el conductor del camión que sobrevivió al accidente pudiendo salir del camión por sus medios, el vuelco se debió al querer esquivar a un caimán que estaba cruzando, haciendo una maniobra brusca y perdiendo el control del camión.
Al enterarse de la noticia del accidente, varios pobladores de localidades cercanas, la mayoría de ellos de Tasajera, se congregaron en el lugar del siniestro con varios galones y baldes vacíos a fin de robar gasolina para posteriormente ser comercializada. La policía que se encontraba en el lugar no pudo detenerlos debido al gran número de personas.
Mientras varias personas se encontraban sacando gasolina del camión y revisando la cabina del conductor como se observa en un video tomado por un testigo en la escena, el tanque del camión repentinamente estalla envolviendo con sus llamas a todas las personas próximas que estaban agolpadas alrededor de este, matando instantáneamente a siete de ellas cuyos cuerpos quedaron calcinados, e hiriendo a otras más de cincuenta personas las cuales la mayoría morirían en el transcurso de los días de las dos semanas próximas, hasta el día 22 de julio que se registraría el último fallecimiento. Todas las víctimas registradas eran de sexo masculino y la mayoría no superaba los 30 años, habiendo incluso algunos menores de edad. También varias de las víctimas eran parientes entre sí por lo que varias familias perdieron a varios miembros por el incidente.

## Posible causa de la explosión
En un video casero registrado por un teléfono celular se observa el momento exacto de la explosión, pero no se aprecia una fuente de ignición que haya podido ser el detonante. De acuerdo a lo mencionado por testigos, la conflagración se generó cuando dos de las personas cercanas al automotor, intentaron desprender la batería de este. Otra razón podría ser la electricidad estática que genera el cuerpo humano a un nivel suficiente como para generar una chispa que al estar en contacto con la gasolina desencadenó la explosión. Aunque de estas dos hipótesis la primera es la más aceptada por las autoridades.

## Víctimas
Las autoridades de la Secretaria de Salud del Magdalena reportaron el listado oficial de personas fallecidas en el incidente. Los cuerpos de siete de los fallecidos en el lugar del hecho quedaron calcinados y tuvieron que ser reconocidos por muestras de ADN realizada a sus familiares. Las demás víctimas fatales murieron en distintos hospitales a las que fueron derivadas.
| Fallecidos en el lugar del hecho:  |  |
| ---------------------------------- |  |
| Raúl Enrique Cantillo Cabello (23) |  |
| Heider José Carranza Ariza (24)    |  |
| Eduar Rafael González (25)         |  |
| Jorge Luis Guerrero Viloria        |  |
| Raúl Marín Herrera (38)            |  |
| Anci Raúl Ortiz Núñez              |  |
| Juan Carlos Robles Maldonado (39)  |  |

| Fallecidos en Atlántico      |  |
| ---------------------------- |  |
| Pedro Luis Torres Ariza (22) |  |

| Fallecidos en Barranquilla:          |  |
| ------------------------------------ |  |
| Junior Álvarez Orozco (16)           |  |
| James Alberto Carbonó Mendoza (21)   |  |
| José Enrique Castillo Mejía (19)     |  |
| Jose Luis Castillo Sánchez (29)      |  |
| Adalberto Díaz Ortiz (23)            |  |
| Gilberto Fernández Mejía (42)        |  |
| José Domingo Gómez Manga (21)        |  |
| Juan Carlos Guerrero Viloria (33)    |  |
| Galdino José Gutiérrez Gómez (44)    |  |
| Luis Gonzaga Gutiérrez González (25) |  |
| Kenis Dario Gutiérrez Guerrero (26)  |  |
| Keiner Smith López Viloria (17)      |  |
| Joiner Maldonado Franco (20)         |  |
| Luis Manuel Marín Díaz (17)          |  |
| Keivis José Samper Ayala (23)        |  |
| Belisario Samper Miranda (25)        |  |
| Pedro Luis Torres Ariza (22)         |  |

| Fallecidos en Bogotá:               |  |
| ----------------------------------- |  |
| Jesús Joaquín Guerrero Viloria (22) |  |
| César Robles Orozco (35)            |  |
| Nelson Zabala Montoya (32)          |  |

| Fallecidos en Santa Marta:        |  |
| --------------------------------- |  |
| Álvaro Antonio Ariza Robles (21)  |  |
| Carlos Ariza Robles (18)          |  |
| Carlos Andrés Camargo (22)        |  |
| Deivis Andrés Carranza Ariza (23) |  |
| Adolfo León Carranza (19)         |  |
| Gustavo Torres Maldonado (23)     |  |
| Carlos Manuel Ortiz Barcelo (37)  |  |
| Wilmer Antonio Pardo Ayala (41)   |  |

| Fallecidos en Valledupar:              |  |
| -------------------------------------- |  |
| Deibis José Ayala Niebles (24)         |  |
| Carlos Manuel Barcelo Moreno (14)      |  |
| Jaime de Jesús Carrillo Escalante (25) |  |
| Leonard de Jesús Castro López (18)     |  |
| Luis Fernando Guzmán Sánchez (23)      |  |
| Jesús David Núñez Rodríguez (21)       |  |
| Johan Anyelo Pérez (17)                |  |
| Deiner Alberto Samper Miranda (38)     |  |

| Fallecidos en el traslado a Valledupar: |  |
| --------------------------------------- |  |
| Osnaider Álvarez Álvarez (26)           |  |

## Reacciones
- — El gobernador del Magdalena, Carlos Caicedo, visitó a los familiares de varias de las víctimas que se encontraban internadas al mismo tiempo que pedía celeridad a las autoridades para esclarecer las causas del accidente.[21]

- — Varios famosos como Melissa Martínez Artuz,[22] Jorge Cárdenas, Dayana Jaimes, el senador Gustavo Bolívar y Gabriela Tafur, hicieron comentarios en sus redes sociales sobre la tragedia. Algunos recibieron críticas por sus comentarios hacia las víctimas.[23][24]

- — El Hospital Shriners de Texas, Estados Unidos, donó 35.000 centímetros cuadrados de injertos de piel con el fin de iniciar el tratamiento a los pacientes que resultaron quemados en el incendio.[25]

## Homenaje
El 6 de agosto de 2020, cumpliéndose un mes de la tragedia, centenares de familiares y amigos de las víctimas hicieron un acto e inauguraron un mural en el lugar donde sucedió la explosión con fotos y nombres de los fallecidos para recordarlos.

El mural tiene la leyenda: 
"Hoy dedico un pensamiento al cielo a todas esas vidas que ya no están presentes pero cuyos recuerdos nos acompañaran siempre".